# Вторая эра машин (книга)
Вторая эра машин (англ. The Second Machine Age: Work, Progress, and Prosperity in a Time of Brilliant Technologies) — книга Эрика Бриньолфссона и Эндрю Макафи, которая является продолжением их книги «Гонка против машины». Они утверждают, что Вторая машинная эра включает автоматизацию множества когнитивных задач, которые делают управляемые программным обеспечением машины заменой людям, а не дополнением. Они противопоставляют это тому, что они называют «Первой эрой машин» или промышленной революцией, которая помогла сделать труд и машины взаимодополняющими.
Некоторые примеры, которые приводятся в книге, включают «программное обеспечение, которое оценивает эссе студентов более объективно, последовательно и быстро, чем люди» и «новостные статьи на Forbes.com о предварительных прогнозах корпоративных доходов» — «все они генерируются алгоритмами без участия человека».

## Обзор
Авторы суммируют содержание 15 глав своей книги на страницах 11 и 12 самой книги. Книга разделена на три раздела: в главах с 1 по 6 описываются «фундаментальные характеристики второй машинной эры» на основе множества примеров современного использования технологий. В главах с 7 по 11 описывается экономическое воздействие технологий в терминах двух концепций, которые авторы называют «щедрость» и «распространение». То, что они называют «щедростью», — это их попытка измерить преимущества новых технологий способами, выходящими за рамки таких показателей, как ВВП, который, по их мнению, недостаточен. Они используют термин «распространение» как сокращённый способ описания растущего неравенства, которое также является результатом широкого распространения новых технологий.
Наконец, в главах с 12 по 15 авторы предписывают некоторые политические меры, которые могут увеличить пользу и уменьшить вред от новых технологий.

## Реакция критики
The Washington Post утверждает, что сила книги в том, как она объединяет микро- и макроэкономику с идеями из других дисциплин в доступную историю. В статье говорится, что слабые стороны книги заключаются в том, что её политические предписания «прямо взяты из тезисов, которые руководители технических компаний обсуждали в течение многих лет во время своих визитов в столицу», хотя они «совершенно разумны».